# Эльчи, Шерафеттин
Шерафеттин Эльчи (14 марта 1938 — 25 декабря 2012) — турецкий юрист, политик и государственный деятель курдского происхождения.

## Биография
Родился 14 марта 1938 года в городе Джизре. Учился в школах Джизре и Мардина. Окончил юридический факультет университета Анкары.
Во время учёбы привлекался в качестве обвиняемого по «делу о курдских пропагандистах» (тур. Kürtçülük Davası), также известному как «процесс 49-ти».
Работал юристом. После переворота, совершённого в Турции в 1971 году, Эльчи, совместно с рядом членов «демократической партии турецкого Курдистана», был осуждён трибуналом Диярбакыра, и около восьми месяцев провёл в военной тюрьме Диярбакыра.
5 июня 1977 года Эльчи был избран в парламент. Позднее Эльчи, а также ещё 10 человек покинули партию Справедливости Сулеймана Демиреля и 22 декабря 1977 года приняли предложение вступить в Республиканскую народную партию Бюлента Эджевита, а также вынести правительству Демиреля вотум недоверия. С 5 января 1978 года по 12 ноября 1979 года Эльчи занимал пост министра общественных работ в правительстве Эджевита.
После военного переворота 1980 года Эльчи был снова привлечён к суду за сказанные на посту министра слова: «В Турции есть курды. И я тоже курд». Эльчи был приговорён к двум годам и трём месяцам тюремного заключения. Также Эльчи был обвинён в «наёме курдов». Верховный суд приговорил его к двум годам и четырём месяцам тюрьмы. Помимо двух тюремных сроков, которые получил Эльчи, он также был лишён некоторых прав, например, ему было на десять лет было запрещено заниматься юридической и политической деятельностью.
В 1992 году Эльчи, совместно с 98 курдскими интеллектуалами, создал «фонд Курдских прав и свобод» (тур. Kürt Hak ve Özgürlükler Vakfı). После долгих судебных разбирательств ему удалось зарегистрировать эту организацию под названием «Курдский фонд культуры и исследований» (тур. Kürt Kültür ve Araştırma Vakfı). Это стало первым случаем регистрации в Турции организации, в названии которой было слово «курдский».
Шерафеттин Эльчи умер 25 декабря 2012 года в больнице Анкары, где проходил лечение от рака. Эльчи был похоронен в Джизре, на его похороны пришли тысячи человек.
У Эльчи осталась жена и семеро детей. 28 июля 2010 дочь Шерафеттина Эльчи вышла замуж за турецкого футболиста Мустафу Денизли.